# 篠田麻里子
篠田 麻里子（しのだ まりこ、1986年〈昭和61年〉3月11日 - ）は、日本の女優、タレント、ファッションモデル。福岡県糸島市出身。
女性アイドルグループAKB48の元メンバー（1.5期生）で、卒業した2013年7月22日時点ではAKB48の最年長メンバーであり、お姉さんキャラとして知られた。AKB48劇場内カフェ勤務から秋元康の打診を受けて正規メンバーに採用された特例で、グループ在籍中から単体の活動が多かった。
2008年11月号から2018年7月号まで女性誌『MORE』の専属モデルを10年間務めた。テレビ番組やCMの出演、雑誌の連載などを舞台に幅広い活動を展開している。

## 来歴
福岡県立糸島高等学校出身。
2005年、AKB48の第1期オーディションに応募。最終審査で中島みゆきの「悪女」を歌うも、合格者24名に入らなかった。その後、AKB48劇場内カフェ「48's Cafe」のスタッフ（カフェっ娘）になることを打診され上京し、12月のAKB48活動開始時より、カフェっ娘としての勤務を始めた。
2006年1月、AKB48のお気に入りメンバー人気投票が行われたが、正式メンバーではないだけでなくカフェっ娘にもかかわらず1位になった。そのことを聞きつけた秋元康により、AKB48のメンバーに抜擢された。その際「12曲の歌と振り付けを覚えろ、時間は次の公演までの4日間」という条件に応じて間に合わせ、1月22日夜の公演で初舞台を経験し、他の1期生メンバーから1か月半遅れてAKB48メンバー（チームA）としての活動を開始。2007年9月1日、サムデイに所属が決定したことが発表された。
2008年7月、自身初となる写真集『Pendulum』を発売。AKB48メンバーの中で初の単独写真集であった。集英社のファッション雑誌『MORE』11月号から専属モデルとなる。2009年7月開票の『AKB48 13thシングル 選抜総選挙「神様に誓ってガチです」』では3位に入選。さらに日本テレビ系10月期『ギネ 産婦人科の女たち』で連続ドラマ初出演を果たした。
2010年6月開票の『AKB48 17thシングル 選抜総選挙「母さんに誓って、ガチです」』では3位に入選。12月に地元福岡県のKBCラジオで、自身初の冠番組となる『篠田麻里子と愉快な仲間たち』が放送を開始した。
2011年1月からフジテレビ月9ドラマ『大切なことはすべて君が教えてくれた』にレギュラー出演。初の月9ドラマ出演となった。また『犬とあなたの物語 いぬのえいが』で映画初出演。2月に、九州朝日放送『福岡恋愛白書』で短編ドラマ初主演。4月に『NHKスペシャル』とコラボした初の冠テレビ番組『麻里子さまのおりこうさま!』の放送が開始した。
6月開票の『AKB48 22ndシングル 選抜総選挙「今年もガチです」』では4位に入選。翌7月配信開始のLISMO『くるみ洋品店』で初の連続ドラマ主演を果たす。9月の『AKB48 24thシングル選抜じゃんけん大会』で優勝。これによってAKB48の24枚目のシングルで、自身初のセンターポジションとAKB48総出演UHA味覚糖『ぷっちょ』のテレビCMにおけるセンター権を獲得した。
10月に、TOHOシネマズ劇場上映のショートアニメ『紙兎ロペ「回覧板編」』で初めて声優として出演。また11月公開の映画『サラリーマンNEO 劇場版（笑）』で初のコメディ映画出演。同時期に発売した自身初のファッションブック『MARIKO magazine』は初版12万部超を売り上げて増刷された。
12月発売のAKB48のシングル「上からマリコ」で初のセンターポジションを務めた。メンバーの名前が楽曲のタイトルとなったのは、AKB48グループ史上初のことで、AKB48史上歴代3位（当時）にあたる95.9万枚の初動売上を記録した
2012年、『ツタンカーメン展〜黄金の秘宝と少年王の真実〜』のスペシャルサポーターに就任、ウェディングドレスメーカー「KURAUDIA」の自身のプロデュースによるウェディングドレスのお披露目と新ブランド『Love Mary』の立ち上げを発表。5月のファッションイベント『ガールズアワード』春夏季公演では開幕のトップバッターとして舞台に登場。ファッションショーの“トップ”を飾るのはAKB48メンバーで初のことであった。6月開票の『AKB48 27thシングル 選抜総選挙』では5位を獲得。8月24日、『AKB48 in TOKYO DOME 〜1830mの夢〜』初日公演で、AKB48グループ“総監督”に就任する高橋みなみに代わり『チームA』キャプテンに就任することが発表された。8月29日、福岡市が開設した仮想の区である「カワイイ区」の区長に任命され、2013年2月19日に福岡市側の事情で退任するまで務めた。9月18日に開催された『AKB48 29thシングル選抜じゃんけん大会』では5位となった。10月9日、『ネイルクイーン2012』のアーティスト部門を受賞したことを発表した。11月1日、チームAキャプテンに就任。
2012年12月2日、ファッションブランド「ricori（リコリ）」を立ち上げ、プロデューサー兼デザイナーとして、2013 Spring&Summer Collectionよりデビュー。12月11日、ニホンモニターによる「2012年タレントCM起用社数ランキング」、板野友美と並び、女性部門最多となる20社のCMに起用されたと発表された。
2013年6月8日、日産スタジアムで開催された『AKB48スーパーフェスティバル 〜 日産スタジアム、小（ち）っちぇっ! 小（ち）っちゃくないし!!』第二部の『AKB48 32ndシングル 選抜総選挙』開票イベント『〜夢は一人じゃ見られない〜』では、前年に引き続き第5位となったことが発表されたが、壇上スピーチで、「7月の福岡ドーム公演を区切りにしたい」として、AKB48から卒業することを表明した。総選挙後の6月15日にAKB48運営サイドから『7月21日の福岡ドーム公演で、“篠田麻里子AKB48卒業セレモニー”を執り行う』ことが正式に発表された。
7月21日、福岡ヤフオク!ドームで開催された、『AKB48・2013真夏のドームツアー 〜まだまだ、やらなきゃいけないことがある〜』2日目公演で実施された卒業セレモニーの中で、次期キャプテンとしてチームA横山由依を指名した。7月22日に開催された最終劇場公演でAKB48を卒業。在籍7年半でNHK紅白歌合戦出場5回・日本レコード大賞受賞2回などの実績を残した。
2013年9月28日に開催された『Girls Award 2013 AUTUMN/WINTER』で、格安航空会社・Peach Aviationとのコラボレーションを発表。10月27日から運航を開始する関西 - 成田線の初便に公認のCAとして乗務した。10月18日、東京ディズニーシーで行われたスペシャルショー『Halloween Party with AKB48』に出演、卒業後88日ぶりに一夜限定で復帰した。
2015年3月27日、福岡 ヤフオク!ドームで開催された福岡ソフトバンクホークス対千葉ロッテマリーンズ第1回戦で、始球式を務めた。
2019年2月16日に3歳年下の一般人男性と結婚したことを2月20日に発表した。10月22日、第1子を妊娠中であることを結婚パーティーで明らかにし、10月30日、インスタグラムで公表した。
2020年4月1日、第1子女児の出産を報告。6月30日放送の『篠田麻里子のGOOD LIFE LAB！』（TBSラジオ）で産休から復帰。
同年8月3日、YouTubeに公式チャンネル『篠田麻里子ん家』を開設した。その後、2023年4月6日までに動画は全て削除され、それについても後日言及している。
2021年5月6日、日本マザーズ協会が主催する「第13回ベストマザー賞2021 芸能部門」を受賞、6月17日には協会の「子育て応援、ママ応援大使」に就任したことが発表された。
2023年2月、約2か月ぶりにSNSを更新し、一部の週刊誌による報道を否定する旨を投稿。3月23日、自身のInstagramにて離婚を報告した。
2024年11月23日、「ご報告」と題して、全削除以来1年7か月ぶりにYouTube動画の投稿を再開。チャンネル名を『篠田麻里子ん家』から『篠田麻里子と。』へ変更した。同年12月11日、自身のInstagramにて、フリーで芸能活動することを発表。12月23日、tiktokアカウントを開設した。

## 人物
- 愛称は、まりこ様[76]、麻里子さん[77]、しのまり[78]。
- 父親は熊本県出身の海上保安官で、第七管区海上保安本部管内で巡視艇の船長を務めていた（2018年3月に三等海上保安監で定年退官し、現在は再任用）[79]。この縁で、118番啓発ポスターのモデルを務めた[79]。母親は福島県出身[80][81][82]。
- 血液型はA型[83]。星座はうお座。六星占術は水星人(+)。身長167 cm[1]、スリーサイズ87-57-85（2011年時点）[84]。
- 高校の同級生に元プロ野球選手の白仁田寛和がいる[12]。
- 映画『TIME/タイム』の吹き替えで声優に初挑戦したが、視聴者からの評判が芳しくなく、現在でも批判にさらされることが多い。なお、本作は12年後である2025年に本職の声優で新録された[85][86]。

### AKB48時代

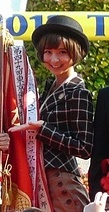
2012年・第87回東京優駿

- 加入初期のニックネームは「まりりん」だった[87]。
- AKB48のメンバーのなかで最長身であった時期がある。2011年のシングル「上からマリコ」のタイトルもその点に着目してのものであったという[88]。NTTドコモによる2011年の調査企画『憧れる長身美人の若手芸能人ランキング』で3位に入選している[89][90]。AKB48随一のスレンダーな肉体の持ち主で、それを活かして雑誌『MORE』の専属モデルとして活動。スタイル維持の方法として、週あたり5回、最低でも1回は筋トレを行う旨を誌上で明かしている[91]。
- AKB48のなかでも女性からの支持が高いメンバーとして知られ、167センチメートルの長身に細身のモデル体型、グループ最年長の「姉御キャラ」、目の魅力などが理由に挙げられている[92]。「AKB48のNo.1ファッションリーダー」と言われる[93]。2012年『第4回AKB48選抜総選挙』の現場における女性ファン対象の実地調査「おしゃれだなと思うメンバー」では、小嶋陽菜や板野友美をおさえて1位となっている[94]。

| 順位 | 調査内容                                                      | 実施年 | 実施主体           | 出典    |
| ---- | ------------------------------------------------------------- | ------ | ------------------ | ------- |
| 1位  | 『一番スピーチが心に残ったのは？』                            | 2012年 | スポニチアネックス | [ 95 ]  |
| 1位  | 『最近「すごい勢いできれいになったな」と思うAKB48のメンバー』 | 2011年 | gooランキング      | [ 96 ]  |
| 1位  | 『「月刊」シリーズに出て欲しいAKB48のメンバー』               | 2011年 | gooランキング      | [ 97 ]  |
| 1位  | 『お正月に着物デートをしたいAKB48のメンバー』                 | 2011年 | gooランキング      | [ 98 ]  |
| 1位  | 『AKB48で彼女にしたい人』                                     | 2010年 | gooランキング      | [ 99 ]  |
| 2位  | 『AKB48“理想の花嫁”総選挙』                                   | 2012年 | ぐるなび           | [ 100 ] |
| 2位  | 『AKB48のメンバー名検索数』                                   | 2012年 | Yahoo! JAPAN       | [ 101 ] |
| 2位  | 『AKB48のメンバーが入社するなら誰がいい!?』                   | 2012年 | マイナビニュース   | [ 102 ] |
| 2位  | 『CMでもっと見たいAKBメンバーは？』                           | 2012年 | NTTドコモ          | [ 103 ] |
| 2位  | 『男性に尽くしそうなAKB48のメンバー』                         | 2011年 | gooランキング      | [ 104 ] |
| 3位  | 『体育祭で応援して欲しいAKB』                                 | 2011年 | gooランキング      | [ 105 ] |
| 3位  | 『ソロデビューしてほしいAKB48メンバー』                       | 2011年 | gooランキング      | [ 106 ] |

- 在籍当時はAKB48内の最年長メンバーとして卒業を噂されることに対して、2012年の『AKB48 27thシングル 選抜総選挙』で5位となった際のスピーチではこう断言していた[41][107]。

- 2020年8月23日放送の『24時間テレビ 愛は地球を救う43』（日本テレビ系列）に前田敦子、高橋みなみ、板野友美と共に出演し、AKB48の現役メンバーと共に「離れていても」を歌唱した[108]。
- 2021年5月22日、横浜・ぴあアリーナMMで開催された『峯岸みなみ卒業コンサート〜桜の咲かない春はない〜』にサプライズ出演。最後まで残った1期生の峯岸みなみや現役メンバーと共に「上からマリコ」を歌唱した[109]。

### その他
- 2022年9月22日『プレバト!!』において「47都道府県 ふるさと戦」福岡編で、篠田の詠んだ「中洲の満月ホークスの白星」が1位を獲得し、福岡のポスターに掲載されることになった[110]。

## AKB48在籍時の参加楽曲

### シングルCD選抜楽曲
AKB48名義
- 「スカート、ひらり」に収録
  - 青空のそばにいて - 「チームA」名義
- 会いたかった
  - だけど… - 「チームA」名義
- 制服が邪魔をする
- 軽蔑していた愛情
  - 涙売りの少女
- BINGO!
  - Only today - 「チームA」名義
- 僕の太陽
  - 未来の果実
- 「夕陽を見ているか?」に収録
  - ビバ! ハリケーン - 「ひまわり組」名義
  - 夕陽を見ているか?（ひまわり2.0Mix）
- ロマンス、イラネ
  - 愛の毛布 - 「ひまわり組」名義
  - ロマンス、イラネ（ひまわり 2nd 2.1Mix）
- 桜の花びらたち2008
  - 最後の制服
- Baby! Baby! Baby!
  - 夢を死なせるわけにいかない
- 大声ダイヤモンド
  - 109（マルキュー） - 「チームA」名義
  - 大声ダイヤモンド（チームA ver.） - 「チームA」名義
- 10年桜
  - 桜色の空の下で
- 涙サプライズ!
- 言い訳Maybe
- RIVER
- 桜の栞
  - マジスカロックンロール
- ポニーテールとシュシュ
  - マジジョテッペンブルース
- ヘビーローテーション
  - ラッキーセブン
  - 野菜シスターズ - 「野菜シスターズ」名義
- Beginner
- 「チャンスの順番」に収録
  - 予約したクリスマス
  - 胡桃とダイアローグ - 「チームA」名義
- 桜の木になろう
- Everyday、カチューシャ
  - これからWonderland
  - ヤンキーソウル
- フライングゲット
  - 青春と気づかないまま
  - アイスのくちづけ
  - 野菜占い - 「野菜シスターズ2011」名義
- 風は吹いている
- 上からマリコ
  - ノエルの夜
  - 隣人は傷つかない - 「チームA」名義
- GIVE ME FIVE!
  - スイート&ビター - 「セレクション6」名義
- 真夏のSounds good !
  - ちょうだい、ダーリン!
- ギンガムチェック
  - 夢の河
- UZA
  - 孤独な星空 - 「Team A」名義
- 永遠プレッシャー
- So long !
  - Ruby - 「篠田TeamA」名義
- さよならクロール
  - イキルコト - 「Team A」名義
- 恋するフォーチュンクッキー
  - 最後のドア
  - 涙のせいじゃない
- 君はメロディー[注釈 10][111]

AKB48 チームサプライズ名義
重力シンパシー公演
- 重力シンパシー
- 涙に沈む太陽
- 1994年の雷鳴
- 旅立ちのとき
- AKBフェスティバル
- キミが思ってるより…
- ハートのベクトル

バラの儀式公演
- 未来が目にしみる
- ハングリーライオン
- 最後にアイスミルクを飲んだのはいつだろう？
- バラの儀式
- 美しい狩り
- 愛の川
- ほっぺ、ツネル

### アルバム選抜楽曲
『神曲たち』に収録
- Baby! Baby! Baby! Baby!
- 君と虹と太陽と

『SET LIST〜グレイテストソングス〜完全盤』に収録
- Seventeen
- あなたがいてくれたから

『ここにいたこと』に収録
- 少女たちよ
- Overtake - 「チームA」名義
- イイカゲンのススメ
- ここにいたこと - 「AKB48+SKE48+SDN48+NMB48」名義

『1830m』に収録
- ファースト・ラビット
- Hate - 「チームA」名義
- プラスティックの唇
- 大事な時間
- やさしさの地図
- 行ってらっしゃい
- 青空よ 寂しくないか?-「AKB48+SKE48+NMB48+HKT48」名義

『次の足跡』に収録
- After rain

### その他の参加楽曲
- Sugar Rush - 「AKB48」名義（『Wreck-It Ralph』に収録）
- 離れていても - AKB48卒業後に参加

### 未音源化曲
- 私に似てる（ニンテンドー3DS用ソフト『AKB48+Me』収録曲）
- ありふれた愛（GREE「AKB48 ステージファイター」CMソング）

### 劇場公演ユニット曲
チームA 1st Stage「PARTYが始まるよ」公演
- キスはだめよ（2nd UNIT）

チームA 2nd Stage「会いたかった」公演
- 涙の湘南
- 背中から抱きしめて
- リオの革命

チームA 3rd Stage「誰かのために」公演
- Bird
- 制服が邪魔をする

チームA 4th Stage「ただいま恋愛中」公演
- 帰郷

ひまわり組 1st Stage「僕の太陽」公演
- 向日葵

ひまわり組 2nd Stage「夢を死なせるわけにいかない」公演
- Confession

チームA 5th Stage「恋愛禁止条例」公演
- 真夏のクリスマスローズ

THEATRE G-ROSSO「夢を死なせるわけにいかない」公演
- Confession

チームA 6th Stage「目撃者」公演
- サボテンとゴールドラッシュ

篠田チームA ウェイティング公演
- 黒い天使

## 作品

### 楽曲
- 君がいるだけで（2015年11月11日）[注釈 11]

### 映像作品
| 発売日         | タイトル                          | 規格品番   | メーカー                     |
| -------------- | --------------------------------- | ---------- | ---------------------------- |
| 2008年9月25日  | Pendulum MOVIE                    | WBDV-0030  | ワニブックス                 |
| 2011年11月16日 | 麻里子さまのおりこうさま!         | PCBE-53860 | NHKエンタープライズ          |
| 2012年6月20日  | 麻里子さまのおりこうさま! 2       | PCBE-54063 | NHKエンタープライズ          |
| 2012年10月24日 | IQUEEN VOl.10 篠田麻里子 ”SECRET” | XNLP-10010 | エイベックス・マーケティング |
| 2012年12月19日 | 麻里子さまのおりこうさま! 3       | PCBE-54100 | NHKエンタープライズ          |
| 2013年6月19日  | 麻里子さまのおりこうさま! 4       | PCBE-54109 | NHKエンタープライズ          |

#### ミュージックビデオ
- 愛だった（2016年1月25日、ZICO）[113][114]

## 出演

### テレビドラマ
- LOVE GAME 第11話（2009年7月2日、読売テレビ・日本テレビ系） - 流香 役[115]
- ギネ 産婦人科の女たち（2009年10月14日 - 12月9日、日本テレビ） - 戸田久美 役[116]
- マジすか学園（2010年1月8日 - 3月26日、テレビ東京） - サド 役[117]
- 大切なことはすべて君が教えてくれた（2011年1月17日 - 3月28日、フジテレビ） - 東堂さやか 役[118]
- 福岡恋愛白書6 〜ふたつの Love Story〜 #02『花火の架け橋』（2011年2月12日、KBCテレビ） - 主演・河野久美子 役[119]
- 桜からの手紙 〜AKB48 それぞれの卒業物語〜（2011年2月26日 - 3月6日、日本テレビ） - 篠田麻里子 役[120]
- マジすか学園2 第1話・第8話・最終話（2011年4月15日・6月3日・7月1日、テレビ東京） - サド 役[121]
- くるみ洋品店（2011年7月1日 - 29日、LISMO Channel） - 主演・糸井くるみ 役[122]
- So long ! 第1話（2013年2月11日、日本テレビ） - 原樹里絵 役[123]
- WONDA×AKB48 ショートストーリー「フォーチュンクッキー」 第3話『独立』（2013年7月7日、フジテレビ） - 主演・須藤絵里子 役[124]
- 海の上の診療所 第2話（2013年10月21日、フジテレビ） - 立花薫 役[125]
- 銭女（2014年4月11日、フジテレビ） - 白井美保 役[126]
- 家族狩り（2014年7月4日 - 9月5日、TBS） - 石倉真弓 役[127]
- NHKスペシャル NEXT WORLD 私たちの未来（NHK総合） - アンドロイドマネキン 役
  - 第3回「人間のパワーはどこまで高められるのか」（2015年1月24日）[128]
  - 第5回「人間のフロンティアはどこまで広がるのか」（2015年2月8日）[129]
- 五つ星ツーリスト〜最高の旅、ご案内します!!〜 最終話（2015年3月26日、読売テレビ） - 日暮美園 役[130]
- 土曜ワイド劇場 臨場する女 捜査検事 雨音香（2016年1月23日、テレビ朝日） - 本条さくら 役[131]
- 警視庁捜査一課9係 season11 第4話（2016年4月27日、テレビ朝日） - 高見沢美咲 役[132]
- 水曜ミステリー9 特別企画「鎖 女刑事 音道貴子」（2016年7月6日、テレビ東京） - 平嶋真紀 役[133]
- ON 異常犯罪捜査官・藤堂比奈子 第1話（2016年7月12日、関西テレビ・フジテレビ） - 鈴木仁美 役[134]
- 家売るオンナ 第8話（2016年8月31日 、日本テレビ） - 前原あかね 役[135]
- 脳にスマホが埋められた!（2017年7月6日 - 9月14日、読売テレビ・日本テレビ系） - 栗山五月 役[136]
- 水戸黄門 (BS-TBS版)（2017年11月8日、11月22日 - 12月6日、2019年5月19日 - 8月11日、BS-TBS / C.A.L） - 詩乃 役[137]
- 魔法×戦士 マジマジョピュアーズ!（2018年4月1日 - 2019年3月24日、テレビ東京） - ティアラ 役[138]
- Missデビル 人事の悪魔・椿眞子 第6話（2018年5月19日、日本テレビ） - 吉武唯香 役[139]
- 後妻業（2019年1月22日 - 3月19日、関西テレビ・フジテレビ） - 三好繭美 役[140]
- ミストレス〜女たちの秘密〜（2019年4月19日 - 6月21日、NHK総合） - 須藤玲 役[141]
- 鷹からマリコ〜野球も私も“裏”がある（2019年7月17日 - （不定期放送[注釈 12]）、RKB毎日放送） - 篠田麻里子 役[142][143]
- BS笑点ドラマスペシャル 笑点をつくった立川談志（2022年1月2日、BS日テレ） - 妻・則子 役[144]
- クロステイル 〜探偵教室〜（2022年4月9日 - 5月28日、東海テレビ・フジテレビ） - 堀之内純子 役[145]
- 警視庁強行犯係 樋口顕 Season2 第2話（2022年7月25日、テレビ東京） - 生駒花蓮 役[146]
- 離婚しない男-サレ夫と悪嫁の騙し愛-（2024年1月20日 - 3月16日、テレビ朝日） - 岡谷綾香 役[147]
- 潜入兄妹 特殊詐欺特命捜査官 第7話 - 最終話（2024年11月16日 - 12月14日、日本テレビ） - 信濃夢 役[148]
- 月曜プレミア8 今野敏サスペンス 警視庁強行犯係 樋口顕「遠火」（2024年11月25日、テレビ東京） - 秋元夏実 役[149]
- 日本統一 東京編（2025年7月3日 - 、テレビ東京） - 鳥居杏 役[150]

### テレビアニメ
- アニ×パラ あなたのヒーローは誰ですか
  - episode4 ゴールボール×こちら葛飾区亀有公園前派出所（2018年11月17日、NHK BS1） - 天浦結希 役[151]
  - episode6 視覚障害者柔道（2019年3月3日、NHK BS1・NHK総合・NHK Eテレ） - マリコ 役[152]
- めざましテレビ めざましアニメ『紙兎ロペ 〜笑う朝には福来たるってマジっすか!?〜』（2013年1月17日 - 不定期出演、フジテレビ） - アキラ先輩の姉 役[153]
- SNSポリス（2018年4月8日 - 6月3日、GYAO!・TOKYO MX） - りん 役[154]

### バラエティ・情報番組
- ファイテンション☆デパート（2007年1月15日 - 3月26日、テレビ東京）
- パンキンランダ（2007年 - 、北海道文化放送・長野放送、GyaO他・ダブルウィング制作）
- メ〜テレライブ BOMBER-E（2007年4月24日 - 2012年3月6日、メ〜テレ） - 番組MC
- ゴールドハウス（2008年10月18日 - 11月15日、フジテレビ）
- ジャイケルマクソン（2008年10月22日 - 2010年12月22日、毎日放送） - 準レギュラー（おおむね2週ごとの出演）
- おもいッきりPON!（2009年10月7日 - 2010年3月24日、日本テレビ） - 水曜日のパネリストとしてレギュラー
- アナザースカイ（2008年10月31日 - 2011年1月7日、日本テレビ） - 不定期でワールドリポーター
- ノブナガ（2009年6月 - 2011年3月5日、CBCテレビ） - 隔週レギュラー
- うまプロ!（2010年1月9日 - 2011年12月24日、フジテレビ） - レギュラー
- PON!（2010年3月31日 - 2016年3月23日、日本テレビ） - 水曜日レギュラーパネリスト[155]
- 麻里子さまのおりこうさま!（2011年4月6日 - 2014年3月16日、NHKワンセグ2・NHK Eテレ・NHK総合）[156] - 初冠番組
- しあわせニュース（2012年12月31日 - 2015年12月31日、NHK総合テレビジョン） - メイン司会
- オトナヘノベル（2015年4月2日 - 2016年3月31日、NHK Eテレ） - 番組司会
- 神がかりハプニング!プラチナ映像アワード （2013年1月4日 - 2015年1月11日、TBS） - MC
- 世界入りにくい居酒屋（2014年7月9日・10月1日・10月8日、NHK BSプレミアム）[157]
- ペットの王国 ワンだランド（2014年10月5日 - 2017年3月26日、朝日放送） - レギュラーMC[158]
- 東京・横浜TV Walker（2017年8月19日 - 、J:COMチャンネル）[159]
- NET BUZZ（2018年4月5日 - 2020年3月26日、NHK総合） - 準レギュラー[160]

### 映画
- 犬とあなたの物語 いぬのえいが（2011年1月22日公開） - 須藤さん 役[161]
- サラリーマンNEO 劇場版（笑）（2011年11月3日公開） - マオ 役[162]
- ギャルバサラ -戦国時代は圏外です-（2011年11月26日公開） - 寧々 役[163]
- 桜蘭高校ホスト部（2012年3月17日公開） - ミシェル 役[164]
- リアル鬼ごっこ（2015年7月11日公開） - ケイコ 役（トリンドル玲奈、真野恵里菜とトリプル主演）
- テラフォーマーズ（2016年4月29日公開） - 大迫空衣 役[165]
- RE:BORN（2017年8月12日公開） - ニュート役
- ビジランテ（2017年12月9日公開） - 神藤美希 役[166]
- ギャングース（2018年11月23日公開） - アゲハ 役[167]
- カイジ ファイナルゲーム（2020年1月10日公開） - アリサ 役
- BLUE FIGHT 〜蒼き若者たちのブレイキングダウン〜（2025年1月31日公開）[168]

### 吹き替え
- TIME/タイム（2012年2月17日公開）[169] - シルヴィア・ワイス〈アマンダ・セイフライド〉 役[170]

### 劇場アニメ
- 紙兎ロペ 「回覧板編」（2011年10月上映） - アキラ先輩の5人兄弟の姉 役[171]
- 紙兎ロペ つか、夏休みラスイチってマジっすか!?（2012年5月12日公開） - アキラ先輩の姉 役[172]

### 舞台
- THE☆どツボッ!!（2008年7月18日 - 27日、東京芸術劇場）
- カックラキン大劇場（2010年8月6日 - 10日、中日劇場）
- 真田十勇士（2016年9月11日 - 10月3日、新国立劇場中劇場 / 10月8日 - 10日、KAAT神奈川芸術劇場 / 10月14日 - 23日、兵庫県立芸術文化センター KOBELCO 大ホール） - 火垂 役[173]
- BIOHAZARD THE Experience（2017年2月10日 - 26日、Zeppブルーシアター六本木 / 3月4日・5日、新神戸オリエンタル劇場） - エビハラ 役[174][175]
- アンフェアな月 〜刑事 雪平夏見シリーズ〜
  1. （2018年2月22日 - 3月4日、天王洲 銀河劇場） - 主演・雪平夏見 役[176]
  2. 「殺してもいい命」（2019年6月21日 - 30日、サンシャイン劇場） - 主演・雪平夏見 役[177]
- タクフェス 春のコメディ祭！「笑う巨塔」（2018年3月29日 - 4月8日、東京グローブ座 / 4月13日 - 15日、ウインクあいち 大ホール / 4月17日 - 22日、兵庫県立芸術文化センター 阪急中ホール） - ふみ 役[178]
- 酔いどれ天使（2021年9月5日[179] - 20日、明治座 / 10月1日 - 11日、新歌舞伎座） - 奈々江 役[180]
- 朗読劇 細雪（2024年6月22日・23日、明治座） - 次女・幸子 役[181]

### ラジオ
- カウントダウン・ジャパン（2006年5月13日・6月24日・7月29日・12月16日・2007年3月3日・7月18日、TOKYO FM）
- AKB48のよんぱちアフター（2006年4月28日・5月5日・12日・19日・26日・7月28日・9月29日、TOKYO FM）
- ON8（2006年10月26日・11月6日・11月27日・2008年6月2日、bayfm）
- AKB48 今夜は帰らない…（2007年4月7日 - 9月29日、CBCラジオ） - 初代パーソナリティー
- 篠田麻里子と愉快な仲間たち（2010年12月4日 - 2013年3月26日、KBCラジオ）
- 篠田麻里子のお悩み相談室（2015年12月23日[182]・2016年5月4日・12月23日、NHKラジオ第1）
- 篠田麻里子のGOOD LIFE LAB!（2018年10月2日 - 2020年9月22日、TBSラジオ）[183]
- 篠田麻里子のまみむめみどりに聞いてみよ（2018年10月5日 - 12月28日、東海ラジオ放送）「はーさん! ねねの! すんどめ!」内コーナー[184]
- 篠田麻里子の九州・沖縄 空のものがたり（2021年7月4日 - 12月26日、TOKYO FM）[185]

### CM
- ソニーネットワークコミュニケーションズ So-net光・acTVila 「緊急設定室」篇（2009年3月20日 - ）[186]
- DCキャッシュワン（2009年） - webページ広告
- ABC-MART（2011年 - ） - イメージキャラクター[187]
  - 2011年春夏レディース「春ブーツ」篇（2011年2月25日 - ）[188]
  - 2011年秋冬レディース「ボアブーツ（レンガ塀）」篇（2011年10月27日 - ）[189]
  - 2012年秋冬レディース「NUOVO 秋のアンクルブーツコレクション！」篇（2012年9月25日 - ）
- ホーユー ホイップヘアカラー rexy
  - 「バス」篇・「公園」篇（2011年2月26日 - ）[190]
- UHA味覚糖 ぷっちょ「上からマリコ」ノーマル編、グー編、チョキ編、パー編（2011年11月19日 - ）[191][192]
- 淀川製鋼所 ヨド物置
  - 「ヨド物置新型エスモ誕生！」篇（2012年2月1日 - ）[193]
  - 「3人のマリコ」篇（2013年4月1日 - ）[194]
- 日本中央競馬会 中京競馬場 「行くね」篇・「来ました」篇（2012年）
- ACE ラグーナライト（2012年3月 - 2014年2月）[195]
- Universal Studios コバート・アフェア（2012年4月18日 - ）[196][197]
- 日清食品 ICEカップヌードルライト（2012年5月 - ） - 共演・小嶋陽菜[198]
- ロート製薬
  - 雪ごこち（2012年8月 - ）[199]
  - メンソレータム リップフォンデュ 「メンソレータム マリコ」篇（2013年8月3日 - ）[200]
  - Chu Lip「デビュー」篇（2014年8月 - ）[201]
- ベルーナ RyuRyu（2012年 - ） - イメージキャラクター[202]
  - 「クローゼット」篇（2012年8月22日 - ）[203]
  - 「飛行機」篇（2013年1月8日 - ）[204]
  - 「おしゃれ猫」篇（2013年4月9日 - ）[205]
  - 「カワイサの引き出し」篇（2013年9月10日 - ）[206]
- 日本郵便 2014年お年玉付年賀はがき「手のひら年賀状（篠田さん）」編（2014年11月1日 - ）[207]
- 東京都 TEAM BEYOND「TEAM BEYOND メンバー募集編type1」「TEAM BEYOND メンバー募集編type2」（2016年11月30日 - ）[208]
- エムアンドエム ナイトボーテ（2018年5月 - ）
- DMM.com ぱちタウン（2018年9月 - ）
- ブランジスタエール「ACCEL JAPAN」（2022年10月 - ） - アンバサダー

### 広報
- 福岡県福岡市 カワイイ区（2012年8月29日 - 2013年2月19日、福岡市） - 初代区長
- 〜好きです ルールを守る人！〜クレジットカード啓発キャンペーン（2012年、日本クレジット協会）
- ヘアケアシリーズ「HAIRGRANCE」 イメージキャラクター（2013年6月15日 - 、ヘアグランス株式会社）[209]
- 2014年用お年玉付郵便はがき イメージキャラクター（2013年11月1日、日本郵便）[210]
- 「薬剤耐性へらそう!」応援大使（2016年11月29日 - 、内閣官房）[211]
- 海上保安庁118番 イメージモデル（2019年1月18日 - 、海上保安庁）[212][213][79]
- みんなでおうち快適化チャレンジキャンペーン アンバサダー（2021年8月23日 - 、環境省）[214]

### ネット配信
ドラマ
- 金曜連続オリジナルドラマ「くるみ洋品店」（2011年7月1日 - 29日、全5話、LISMO Channel（Video）） - 主演・糸井くるみ 役
- はぴまり〜Happy Marriage!?〜（2016年6月、Amazonプライムビデオ） - 設楽美咲 役
- 特命係長 只野仁 AbemaTVオリジナル2 第2話「特命の女」（2017年12月31日、AbemaTV） - 森葉ナオミ 役
- 紺田照の合法レシピ（2018年3月、Amazonプライムビデオ） - 霜降美月 役
- 花にけだもの〜Second Season〜（2019年、dTV・FOD） - 北島瑞樹 役
- 元カレ図鑑（2025年1月14日、YouTube 他）[215]
- 『愛のエチュードドラマ あなたのいちばんになりたい』（2025年4月3日、Abema）

バラエティ
- 脳のアンチエイジング「クイズ2:1」（2007年2月1日 - 28日、OCN）
- Yahoo ライブトーク（2008年1月8日、Yahoo! JAPAN）
- au LISMO Channel (Video) 映像情報バラエティ（2010年10月4日 - 2011年4月25日） - 月曜日MC[216]
- 篠田麻里子の写真集を作ろう!「好き撮り! MY JOCKEY」（2010年11月21日 - 、日本中央競馬会）
- 麻里子姫はアプリがお好き♪for LISMO Channel（2011年7月20日 - 、au LISMO Channel）[217]

### ゲーム
- WORLD CLUB Champion Football 2016-2017（セガ・インタラクティブ） - 秘書[218]

### イベント
ランウェイ
- TOKYO GIRLS COLLECTION
  - TOKYO GIRLS COLLECTION  '09 A/W（2009年9月5日、代々木第一体育館）[219][220]
  - 東京ガールズコレクション in 沖縄（2010年4月24日、沖縄コンベンションセンター） - MC[221]
- 神戸コレクション2011 AUTUMN/WINTER（2011年9月17日、グランドプリンスホテル新高輪） - シークレットゲスト[222]
- GirlsAward
  - 2012 SPRING/SUMMER（2012年5月26日、国立代々木競技場第一体育館）[223]
  - 2013 AUTUMN/WINTER（2013年9月28日、国立代々木競技場第一体育館）[224]
- 関西コレクション
  - 2013 AUTUMN & WINTER（2013年9月21日、京セラドーム大阪） - スペシャルゲスト[225]
  - 2014 SPRING & SUMMER（2014年3月16日、京セラドーム大阪）[226]
- 東京ランウェイ 2014 SPRING/SUMMER（2014年3月21日、国立代々木競技場第一体育館）[227]
- 福岡アジアコレクション 2014 SPRING/SUMMER（2014年3月23日、福岡国際センター）[228][229]

その他
- AKB48 篠田麻里子 参上!!（2010年5月3日、名古屋観光ホテル）[230]
- 釜山ステークス（2010年7月18日、小倉競馬場[注釈 13]） - プレゼンター
- 第2回ジョッキーベイビーズ 決勝大会（2010年11月7日、東京競馬場[注釈 14]） - プレゼンター
- 東京優駿（日本ダービー）（2012年5月27日、東京競馬場） - プレゼンター
- ツタンカーメン展〜黄金の秘宝と少年王の真実〜（2012年3月17日 - 6月3日、天保山特設ギャラリー / 8月4日 - 12月9日、上野の森美術館） - スペシャルサポーター[231]
- Halloween Party with AKB48（2013年10月18日、東京ディズニーシー）
- Peach Aviation 関西（2013年10月27日） - 成田線 MM111便Company Ambassador[54]
- 第3回東京拘置所矯正展（2014年10月4日） - テープカット[232]
- シルク・ドゥ・ソレイユ「ダイハツ オーヴォ」（2014年10月18日 - ） - 日本公演スペシャルサポーター[233]
- 第39回府中刑務所文化祭2014（2014年11月3日） - 1日刑務所長[234]
- 不正商品撲滅キャンペーン「ほんと?ホント!フェア in東京」（2014年11月9日、ベルサール秋葉原） - キャンペーン隊長[235]
- プロ野球始球式 ソフトバンク - オリックス戦（2025年7月26日、みずほPayPayドーム）[236]

## 書籍

### 著書
- 麻里子さまのおりこうさま!（2011年、ポプラ社）[237]
- NHK 麻里子さまのおりこうさま! 篠田麻里子の150字で答えなさい!（2011年11月14日、アスコム）ISBN 978-4776207023[238]

### 写真集
- Pendulum（2008年7月15日、ワニブックス）ISBN 978-4847041082[239]
- SUPER MARIKO（2009年5月27日、ワニブックス）ISBN 978-4847041792[240]
- 麻里子（2010年7月2日、集英社）ISBN 978-4087805703[241]
- IQUEEN Vol.10 篠田麻里子（2012年7月27日、パルコ出版 PLUP SERIES）ISBN 978-4891949716[242]
- Yes and No Mariko Shinoda（2012年11月28日、集英社）ISBN 978-4087806618
- Memories（2016年4月21日、集英社）ISBN 978-4087807868[243]

### ムック本
- MARIKO magazine（2011年10月28日、集英社）ISBN 978-4081021307[244]

### 雑誌連載
- MORE（2008年11月号 - 2018年7月号、集英社） - 専属モデル[10]。
- B.L.T.（2009年12月17日 - 2011年12月16日、東京ニュース通信社） - 「マリコとケイバ 篠田麻里子×うまプロ!」を連載。
- 週刊プレイボーイ（2011年5月9日 - 2013年4月22日、集英社） - 「篠田麻里子の草食系男子改造計画」を佐藤由加理・野呂佳代との共同連載。
- ひよこクラブ（2021年2月号 - 、ベネッセコーポレーション） - 「篠田麻里子のリアル育児Life」を連載。[245]
- Baby-mo（2021年6月15日 - 、主婦の友社） - 「篠田麻里子のこぢんまりとまりこ旅」を連載。[246]

### 文庫
- 汚れつちまつた悲しみに（2010年6月5日、中原中也・ぶんか社） - カバーモデル

### カレンダー
- 篠田麻里子 2012年カレンダー（2011年11月19日、ハゴロモ）
- 篠田麻里子 2012年 TOKYOデートカレンダー（2011年11月29日、ハゴロモ）ASIN B005NFTRLU
- 篠田麻里子 カレンダー2013年（2012年11月30日、ハゴロモ）
- 卓上 篠田麻里子 カレンダー2013年（2012年12月7日、ハゴロモ）